# تحت آتش سنگین
تحت آتش سنگین (به انگلیسی: Under Heavy Fire) یک فیلم بلند آمریکایی محصول سال ۲۰۰۱ در ژانر فیلم جنگی به کارگردانی سیدنی جی. فیوری است.

## بازیگران
- کاسپر ون دین در نقش کاپیتان. رمزی
- جیمز وولوت در نقش Tex
- بابی هوشع در نقش ری
- جوزف گریفین در نقش Red Fuentes
- کنی جانسون در نقش جیمی جو
- کره اوتیس در نقش کاتلین
- دانیل کش در نقش اریک
- مارتین کووا در نقش پدر برازینسکی
- آستین فارول در نقش داک جوردن
- جیسون بلیکر در نقش فرد
- جیم مورس در نقش گانی بیلی
- دبورا زویی در نقش ایرن
- پابلو اسپینوزا در نقش چیکو